# Concours international Tchaïkovski
Pour les articles homonymes, voir Tchaïkovski (homonymie).

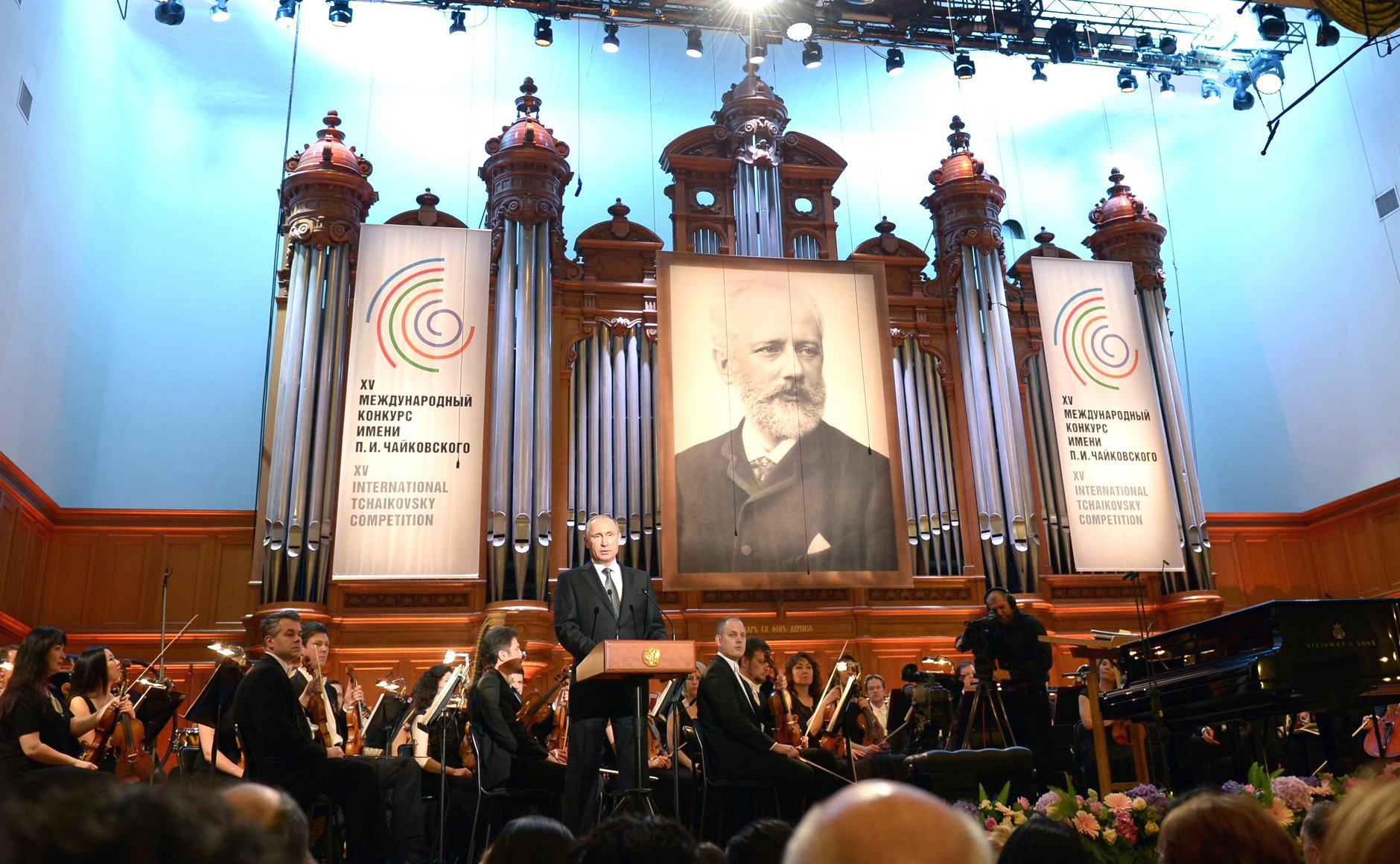
Le concours international Tchaïkovski en 2015.

Le Concours international Tchaïkovski est l'un des concours de musique classique les plus prestigieux. Baptisé en mémoire du compositeur russe Piotr Ilitch Tchaïkovski, il se déroule à Moscou tous les quatre ans depuis 1958, année de sa création.

## Histoire
La première édition était réservée aux pianistes et violonistes. En 1962, le concours a été ouvert aux violoncellistes, en 1966 au chant, et en 2019 aux instruments à vent et aux cuivres.

## Organisation
Le concours, placé sous le patronage de la Russian State Concert Company, est organisé par un comité réunissant d'éminentes personnalités du monde musical russe. Les différents jurys internationaux appelés à juger des prestations et à désigner les lauréats sont composés de professeurs de conservatoire, de directeurs musicaux, de solistes de renom, parfois d'anciens lauréats du concours.
Les étapes éliminatoires (au nombre de trois) se déroulent au mois de juin. 26 prix sont décernés au total, six pour chaque instrument et huit pour le chant (quatre pour les hommes et quatre pour les femmes). Il y eut par le passé jusqu'à huit prix attribués par discipline. Selon les années, le premier prix (ou un prix de rang inférieur) peut ne pas être décerné ou bien partagé entre plusieurs candidats.
La XIIIe édition du concours s'est déroulée à Moscou du 12 au 30 juin 2007.
La XVe édition du concours s'est déroulée à Moscou et Saint-Pétersbourg du 15 juin au 3 juillet 2015.
En plus des prix décernés pour chaque discipline, ont été décernés lors de la cérémonie de remise des prix :
- le Grand Prix, décerné en 2015 au chanteur Ariunbaatar Ganbaatar ;
- le prix de l'Association de la critique musicale de Moscou, décerné en 2015 au pianiste Lucas Debargue[1].

## Lauréats
Lauréats du premier prix (sauf indication contraire) classés par discipline et par année. En 2019, le 1er Prix est de 20 000 euros ou 30 000 $ par catégorie, auxquels s'ajoutent 100 000 $ pour le grand prix toutes catégories confondues, ce qui en fait avec 130 000 $ le prix le mieux doté au monde devant le Concours international de piano de Cleveland (75 000 $).

### Piano
- 1958 : Van Cliburn
- 1962 : Vladimir Ashkenazy et John Ogdon premier prix ex æquo.
- 1966 : Grigory Sokolov
- 1970 : Vladimir Kraïnev et John Lill premier prix ex æquo.
- 1974 : Andreï Gavrilov
- 1978 : Mikhaïl Pletnev
- 1982 : Premier prix non décerné. Peter Donohoe et Vladimir Ovtchinnikov second prix ex æquo.
- 1986 : Barry Douglas et Natalia Trull second prix.
- 1990 : Boris Berezovsky
- 1994 : Premier prix non décerné. Nikolai Lugansky second prix.
- 1998 : Denis Matsuev
- 2002 : Ayako Uehara
- 2007 : Premier prix non décerné. Miroslav Kultyshev second prix.
- 2011 : Daniil Trifonov
- 2015 : Dmitry Masleev
- 2019 : Alexandre Kantorow[3], également Grand prix[4]
- 2023 : Sergei Davydchenko[5]

### Violon
- 1958 : Valeri Klimov
- 1962 : Boris Gutnikov
- 1966 : Viktor Tretiakov
- 1970 : Gidon Kremer
- 1974 : Premier prix non décerné. Eugene Fodor, Ruben Aharonian et Rusudan Gvasaliya second prix ex æquo.
- 1978 : Elmar Oliveira et Ilya Grubert premier prix ex æquo.
- 1982 : Viktoria Mullova et Sergei Stadler premier prix ex æquo.
- 1986 : Raphaël Oleg et Ilya Kaler premier prix ex æquo. Jane Peters 3e prix et prix du public.
- 1990 : Akiko Suwanai
- 1994 : Premier prix non décerné. Anastasia Chebotareva et Jennifer Koh second prix ex æquo.
- 1998 : Nikolay Sachenko
- 2002 : Premier prix non décerné. Tamaki Kawakubo et Chen Xi second prix ex æquo.
- 2007 : Mayuko Kamio
- 2011 : Premier prix non décerné. Sergey Dogadin et Itamar Zorman second prix ex æquo.
- 2015 : Premier prix non décerné. Yu-Chien Tseng second prix.
- 2019 : Sergey Dogadin[3]
- 2023 : Gyehee Kim[5]

### Violoncelle
- 1962 : Natalia Shakhovskaya
- 1966 : Karine Georgian
- 1970 : David Geringas
- 1974 : Boris Pergamenschikov
- 1978 : Nathaniel Rosen
- 1982 : Antônio Meneses
- 1986 : Mario Brunello
- 1990 : Gustav Rivinius (de)
- 1994 : Premier, deuxième et troisième prix non décernés. Eileen Moon et Georgi Gorjunov quatrième prix ex æquo.
- 1998 : Denis Shapovalov
- 2002 : Premier prix non décerné. Johannes Moser second prix.
- 2007 : Sergueï Antonov (en)
- 2011 : Narek Hakhnazaryan
- 2015 : Andrei Ioniță
- 2019 : Zlatomir Fung[3]
- 2023 : Youngeun Lee[5]

### Chant

#### Hommes
- 1966 : Vladimir Atlantov
- 1970 : Ievgueni Nesterenko
- 1974 : Ivan Ponomarenko
- 1978 : Premier prix non décerné. Valentin Pivovarov et Nikita Storozhev second prix ex æquo.
- 1982 : Paata Burchchuladze
- 1986 : Grigory Gritsyuk
- 1990 : Hans Choi
- 1994 : Yuan Cheng-ye
- 1998 : Besik Gabitashvili
- 2002 : Mikhail Kazakov
- 2007 : Alexander Tsimbaliouk
- 2011 : Jong Min Park
- 2015 : Ariunbaatar Ganbaatar
- 2019 : Georgios Alexandros Stavrakakis[3]
- 2023 : Jihoon Son

#### Femmes
- 1966 : Jane Marsh
- 1970 : Yelena Obraztsova
- 1974 : Premier prix non décerné. Lyudmila Sergienko, Sylvia Sass et Stefka Evstatieva second prix ex æquo.
- 1978 : Lyudmila Shemchuk
- 1982 : Lidiya Zabilyasta
- 1986 : Natalia Erasova
- 1990 : Deborah Voigt
- 1994 : Marina Lapina. Hibla Gerzmava remporte le Grand Prix du jury.
- 1998 : Mieko Sato
- 2002 : Aitalina Afanasieva-Adamova
- 2007 : Albina Shagimuratova
- 2011 : Sun Young Seo
- 2015 : Yulia Matochkina
- 2019 : Maria Barakova[3]
- 2023 : Zinaida Tsarenko[5]

### Bois
- 2019 : Matvey Demin (flûte)[3]
- 2023 : Sofia Viland (flûte)[5]

### Cuivres
- 2019 : Zeng Yun (cor) et Aleksey Lobikov (trombone)[3]
- 2023 : Semyon Salomatnikov (trompette)[5]